# Vicenç Pagès
Vicenç Pagès Jordà (Figueras, 14 de diciembre de 1963-Torroella de Montgrí, 27 de agosto de 2022) fue un escritor y crítico literario español en lengua catalana. También fue profesor de lengua en la Universidad Ramon Llull.

## Obras y premios
El 1989 ganó la Bienal de Barcelona en el apartado de literatura, y el año siguiente apareció su primer libro, la compilación de cuentos titulado Cercles d'infinites combinacions (Círculos de infinitas combinaciones) . En 1991 publicó la obra de bricolaje textual titulada Grandeses i misèries dels premis literaris (Grandezas y miserias de los premios literarios), formada por un millar de citaciones. 
El año 1995 apareció su obra más ambiciosa, El món d'Horaci (El mundo de Horacio), una novela que se encuentra a medio camino entre la ficción y el ensayo creativo. En 1997 vio la luz su libro Carta a la reina d'Anglaterra (Carta a la reina de Inglaterra), que narra en cien páginas mil años de la vida del protagonista. A este libro lo seguiría en 1998 Un tramvia anomenat text (Un tranvía llamado texto), un ensayo sobre la escritura que considera el texto como una mezcla inseparable de inspiración y oficio, de genio y competencia, de magia y disciplina.
En companyia de l'altre (En compañia del otro), premio Documenta 1998, marca el regreso al género cuento. En esta ocasión, la compilación es unitaria, puesto que todos los relatos giran alrededor del tema del doble. 
Lo siguió la novela La felicitat no és completa (La felicidad no es completa), premio Sant Joan de narrativa 2003, la biografía intermitente de un personaje sin convicciones, traducido al castellano el año siguiente con el título La dicha no se completa. En 2004, la compilación El poeta i altres contes (El poeta y otros cuentos) obtuvo el premio Mercè Rodoreda. En 2006 apareció De Robinson Crusoe a Peter Pan. Un cànon de literatura juvenil. Ganó el premio Joan Crexells 2009 con la novela Els jugadors de Whist (Los jugadores deWhist). De 2010 a 2011 tuvo una columna en el diario Avui. El 2012 publicó junto con el pintor Joan Mateu Bagaria El llibre de l'Any (El libro del año).
El 2013 ganó el premio Sant Jordi de novela por Dies de frontera (Días de frontera), y en 2014 fue galardonado con el premio Nacional de Cultura de la Generalidad de Cataluña.

## Obras
- Cercles d'infinites combinacions.Barcelona: Empúries, 1990, p.144. ISBN 978-84-7596-250-4
- Grandeses i misèries dels premis literaris. Badalona: Llibre de líndex, 1991, p. 255. ISBN 8387561241.
- El Món d'Horaci. Barcelona: Empúries, 1995, p. 389.ISBN 84-7596-473-7
- Carta a la reina d'Anglaterra. Barcelona: Empúries, 1997, p. 99ISBN 84-7596-519-9 [7]
- Un tramvia anomenat text. Barcelona: Empúries, 1998, p. 224.ISBN 978-84-7596-581-9.
- En companyia de l'altre. Barcelona: Edicions 62, 1999, p. 139. ISBN 84-297-4507-6
- La Felicitat no és completa. Barcelona: Edicions 62, 2003, p. 220.ISBN 84-297-5136-X
- El Poeta i altres contes. Barcelona: Proa, 2005, p. 194.ISBN 84-8437-777-6
- De Robinson Crusoe a Peter Pan: Un cànon de literatura juvenil. Barcelona: Proa, 2006, p. 256. ISBN 84-8437-913-2
- Els Jugadors de whist. Barcelona: Empúries, 2009, p. 542. ISBN 978-84-9787-441-0
- El llibre de l'any. Barcelona: La butxaca, 2011, p. 132. ISBN 978-84-9930-391-8
- La Llentia viatgera. Barcelona: Estrella Polar, 2013, p. 49.ISBN 978-84-15-69736-7
- Dies de frontera. Barcelona: Proa, 2014, p. 325. ISBN 978-84-7588-473-8
- Robinson. Barcelona: Empúries, 2017. p. 192.[8]